# Two Steps from Hell
Two Steps from Hell is een Amerikaans muziekbedrijf dat muziek voor filmtrailers maakt en is gevestigd in Los Angeles. Het werd opgericht door Nick Phoenix en Thomas J. Bergersen.

## Geschiedenis
Het bedrijf heeft muziek gemaakt voor de trailers van Harry Potter en de Orde van de Feniks, Harry Potter en de Relieken van de Dood deel 1, Harry Potter en de Relieken van de Dood deel 2, Star Trek, The Dark Knight, The Fighter, Rise of the Planet of the Apes, Tron: Legacy, No Country for Old Men, 2012, Captain America: The First Avenger, X-Men: The Last Stand, X-Men Origins: Wolverine, X-Men: First Class, Pirates of the Caribbean: At World's End, Super 8, Inception, Drive Angry, The Twilight Saga: Eclipse, Hugo, John Carter, The Town, Avatar, Prince of Persia, Stardust, Indiana Jones and the Kingdom of the Crystal Skull en Shutter Island evenals voor videospellen zoals Mass Effect 2, Mass Effect 3, Killzone 3 en Star Wars: The Old Republic en televisiereeksen zoals Doctor Who, Game of Thrones, Sherlock en Merlin.
Two Steps from Hell bracht in eerste instantie drie albums uit: Invincible, Archangel en Illusions, dat voorheen bekend was als Nemesis II en publiekelijk werd uitgebracht onder naam Bergersen's.
Hun lied Heart of Courage werd ook gebruikt aan het begin van UEFA Euro 2012-wedstrijden en in veel Top Gear-afleveringen.
Op 4 juni 2012 werd een Two Steps from Hell-app aangekondigd voor iOS en Android met 20 tracks van onuitgebrachte muziek op een compilatie-uitgave getiteld "Demon's Dance", alsmede fragmenten van hun aankomende album Skyworld. De app is officieel uitgebracht op 26 juni 2012 voor iOS.

## Discografie

### Demonstratie-albums
- Two Steps from Hell: Volume 1 (2006)
- Shadows and Nightmares (2006)
- Dynasty (2007)
- All Drums Go to Hell (2007)
- Pathogen (2007)
- Nemesis (2007)
- Dreams & Imaginations (2008)
- Legend (2008)
- Ashes (2008)
- The Devil Wears Nada (2009)
- Power of Darkness (2010)
- All Drones Go to Hell (2010)[6]
- Illumina (2010)[6]
- Balls to the Wall (2011)
- Nero (2011)
- Two Steps from Heaven (2012)
- Skyworld (2012)

### Uitgegeven albums
- Invincible (2010)
- Illusions (2011, onder naam van Thomas J. Bergersen)
- Archangel (2011)
- Sun (2014, onder naam van Thomas J. Bergersen)
- Miracles (2014)
- Demon's Dance (2012, compilatie van onuitgebrachte muziek)
- Battlecry (2015)
- Classics (2016)
- Vanquish (2016)
- Unleashed (2017)
- Dragon (2019)
- Orion (2019)
- Myth (2022)